# Ierland op de Olympische Zomerspelen 1992
Ierland nam deel aan de Olympische Zomerspelen 1992 in Barcelona, Spanje. Er werden twee medailles gewonnen deze editie, waaronder één gouden.

## Medailleoverzicht
| Sport  | Olympiër         | Discipline | Medaille |
| ------ | ---------------- | ---------- | -------- |
| Boksen | Michael Carruth  | -67kg (m)  | Goud     |
| Boksen | Wayne McCullough | -54kg (m)  | Zilver   |

## Deelnemers en resultaten

### Atletiek
| Olympiër            | Discipline            | Resultaat | Prestatie                                               |
| ------------------- | --------------------- | --------- | ------------------------------------------------------- |
| Marcus O'Sullivan   | 1500m (m)             | 13e       | serie 4: 4de in 3.37,07 halve finale 2: 8ste in 3.37,26 |
| John Doherty        | 5000m (m)             | 13e       | serie 1: 6de in 13.41,27                                |
| Paul Donovan        | 5000m (m)             | 37e       | serie 3: 10de in 14.03,79                               |
| Frank O'Mara        | 5000m (m)             | 18e       | serie 2: 4de in 13.38,79                                |
| Noel Berkeley       | 10000m (m)            | 35e       | serie 2: 17de in 29.23,58                               |
| Sean Dollman        | 10000m (m)            | 28e       | serie 1: 16de in 28.55,77                               |
| Thomas Kearns       | 110m horden (m)       | 20e       | serie 4: 4de in 13,64 kwartfinale 3: 7de in 13,87       |
| Tommy Hughes        | marathon (m)          | 72e       | 2:32.55                                                 |
| Andy Ronan          | marathon (m)          | DNF       | niet gefinisht                                          |
| John Treacy         | marathon (m)          | 51e       | 2:24.11                                                 |
| Jimmy McDonald      | 20km snelwandelen (m) | 6e        | 1:25.16                                                 |
| Bobby O'Leary       | 20km snelwandelen (m) | DSQ       | gediskwalificeerd                                       |
| Victor Costello     | kogelstoten (m)       | 22e       | kwalificatie groep A: 11de met 17,15m                   |
| Paul Quirke         | kogelstoten (m)       | 23e       | kwalificatie groep B: 12de met 17,01m                   |
| Nick Sweeney        | discuswerpen (m)      | 23e       | kwalificatie groep B: 11de met 57,68m                   |
| Terry McHugh        | speerwerpen (m)       | 27e       | kwalificatie groep A: 14de met 73,26m                   |
|                     |                       |           |                                                         |
| Sonia O'Sullivan    | 1500m (v)             | 18e       | serie 3: 5de in 4.07,70 halve finale 2: 11de in 4.06,24 |
| Catherina McKiernan | 3000m (v)             | 18e       | serie 2: 8ste in 8.57,91                                |
| Sonia O'Sullivan    | 3000m (v)             | 4e        | serie 3: 1ste in 8.50,08 finale: 4de in 8.47,41         |
| Perri Williams      | 10km snelwandelen (v) | 37e       | 54.53                                                   |

### Boksen
| Olympiër         | Discipline | Resultaat | Prestatie |
| ---------------- | ---------- | --------- | --- |
| Paul Buttimer    | -51kg (m)  | 17e       | 1ste ronde: V van NGR Malagu: 8-12 |
| Wayne McCullough | -54kg (m)  | Zilver    | 1ste ronde: W van UGA Mutuweta: 28-7 2de ronde: W van IRQ Aboud: 10-2 kwartfinale: W van NGR Sabo: 31-13 halve finale: W van PRK Lee: 21-16 finale: V van CUB Casamayor: 8-16 |
| Paul Griffin     | -57kg (m)  | 17e       | 1ste ronde: V van ZAM Malagu: 8-12 |
| Michael Carruth  | -67kg (m)  | Goud      | 1ste ronde: vrij 2de ronde: W van SAM Tuifao: 11-2 kwartfinale: W van GER Otto: 35-22 halve finale: W van THA Chenglai: 11-4 finale: V van CUB Sierra: 13-10                  |
| Paul Douglas     | -91kg (m)  | 5e        | 1ste ronde: W van SWE Petterson: 8-1 2de ronde: W van EUN Chudinov: 15-9 kwartfinale: V van NED Vanderlyde: scheidsrechterlijke beslissing                                    |
| Kevin McBride    | +91kg (m)  | 9e        | 1ste ronde: vrij 2de ronde: V van TCH Hrivňák: 1-21 |

### Boogschieten
| Olympiër   | Discipline      | Resultaat | Prestatie                              |
| ---------- | --------------- | --------- | -------------------------------------- |
| Noel Lynch | individueel (m) | 62e       | plaatsingsronde: 62ste met 1225 punten |

### Judo
| Olympiër    | Discipline | Resultaat | Prestatie |
| ----------- | ---------- | --------- | --------- |
| Keith Gough | -60kg (m)  | 13e       |           |
| Ciarán Ward | -65kg (m)  | 24e       |           |

### Kanovaren
| Olympiër                | Discipline    | Resultaat | Prestatie                                                                           |
| Slalom                  | Slalom        | Slalom    | Slalom                                                                              |
| ----------------------- | ------------- | --------- | ----------------------------------------------------------------------------------- |
| Mike Corcoran           | C-1 (m)       | 12e       | 121,57                                                                              |
| Ian Wiley               | k-1 (m)       | 8e        | 110,45                                                                              |
| Sprint                  |               |           |                                                                                     |
| Patrick Holmes          | K-1 500m (m)  | 17e       | serie 2: 4de in 1.43,46 herkansingen: 3de in 1.43,96 halve finale 1: 9de in 1.45,11 |
| Patrick Holmes          | K-1 1000m (m) | 16e       | serie 2: 4de in 3.44,78 herkansingen: 3de in 3.35,62 halve finale 1: 9de in 3.42,07 |
| Alan Carey Conor Holmes | K-2 500m (m)  | 25e       | serie 3: 6de in 1.41,51 herkansingen: 6de in 1.37,37                                |
| Alan Carey Conor Holmes | K-2 1000m (m) | 23e       | serie 2: 5de in 3.35,03 herkansingen: 5de in 3.27,48                                |

### Paardensport
| Olympiër                                              | Discipline  | Resultaat | Prestatie                                                                 |
| Dressuur                                              | Dressuur    | Dressuur  | Dressuur                                                                  |
| ----------------------------------------------------- | ----------- | --------- | ------------------------------------------------------------------------- |
| Anna Merveldt                                         | individueel | 11e       | Grand Prix: 16de met 1527 punten Grand Prix Special: 11de met 1355 punten |
| Eventing                                              |             |           |                                                                           |
| Máiréad Curran                                        | individueel | 29e       | 149,40 strafpunten                                                        |
| Melanie Duff                                          | individueel | 32e       | 156,00 strafpunten                                                        |
| Polly Holohan                                         | individueel | 39e       | 164,20 strafpunten                                                        |
| Eric Smiley                                           | individueel | 27e       | 140,40 strafpunten                                                        |
| Máiréad Curran Melanie Duff Polly Holohan Eric Smiley | team        | 8e        | 445,80 strafpunten                                                        |
| Springconcours                                        |             |           |                                                                           |
| Peter Charles                                         | individueel | 40e       | kwalificatie: 16de met 169 punten finale: 40ste met 26 strafpunten        |
| Paul Darragh                                          | individueel | 68e       | kwalificatie: 68ste met 58 punten                                         |
| James Kernan                                          | individueel | 30e       | kwalificatie: 34ste met 147,50 punten finale: 30ste met 16 strafpunten    |
| Eddie Macken                                          | individueel | 75e       | kwalificatie: 75ste met 39,50 punten                                      |
| Peter Charles Paul Darragh James Kernan Eddie Macken  | team        | 8e        | 445,80 strafpunten                                                        |

### Roeien
| Olympiër      | Discipline | Resultaat | Prestatie |
| ------------- | ---------- | --------- | --- |
| Niall O'Toole | skiff (m)  | 21e       | serie 1: 6de in 7.50,46 herkansingen: 3de in 7.07,68 halve finale C/D: 5de in 9.25,95 finale D: 3de in 8.01,78 |

### Schermen
| Olympiër        | Discipline | Resultaat | Prestatie                                   |
| --------------- | ---------- | --------- | ------------------------------------------- |
| Michael O'Brien | degen (m)  | 34e       | 1ste ronde groep 4: 3de met 4 overwinningen |

### Tennis
| Olympiër                | Discipline     | Resultaat | Prestatie                                                                                                |
| ----------------------- | -------------- | --------- | --- |
| Owen Casey              | enkelspel (m)  | 33e       | 1ste ronde: V van SWE Gustafsson: 6-7, 1-6, 4-6                                                          |
| Owen Casey Eoin Collins | dubbelspel (m) | 34e       | 1ste ronde: W van MEX Lavalle/Maciel: 7-6, 6-4, opgave 2de ronde: V van SUI Hlasek/Rosset: 6-7, 3-6, 4-6 |

### Wielersport
| Olympiër                                        | Discipline         | Resultaat | Prestatie |
| Weg                                             | Weg                | Weg       | Weg       |
| ----------------------------------------------- | ------------------ | --------- | --------- |
| Conor Henry                                     | wegwedstrijd (m)   | 35e       | 4:35.56   |
| Kevin Kimmage                                   | wegwedstrijd (m)   | 32e       | 4:35.56   |
| Paul Slane                                      | wegwedstrijd (m)   | 65e       | 4:35.56   |
| Mark Kane Kevin Kimmage Robert Power Paul Slane | ploegentijdrit (m) | 17e       | 2:14.32   |

### Zeilen
| Olympiër                            | Discipline      | Resultaat | Prestatie                           |
| ----------------------------------- | --------------- | --------- | ----------------------------------- |
| Denise Lyttle                       | europe (v)      | 12e       | 84,4 punten: (2-15-PMS-12-6-3-19)   |
|                                     |                 |           |                                     |
| David Wilkins Peter Terence Kennedy | Flying Dutchman | 14e       | 106,7 punten: (18-17-11-3-15-10-20) |
| Mark Mansfield Tom Mcwilliam        | Flying Dutchman | 15e       | 105,7 punten: (11-11-15-16-12-6-15) |

### Zwemmen
| Olympiër       | Discipline          | Resultaat | Prestatie                    |
| -------------- | ------------------- | --------- | ---------------------------- |
| Gary O'Toole   | 100m schoolslag (m) | 38e       | serie 4: 4de in 1.05,48      |
| Gary O'Toole   | 200m schoolslag (m) | 20e       | serie 6: 7de in 2.17,66      |
| Gary O'Toole   | 200m wisselslag (m) | 34e       | serie 5: 5de in 2.07,67      |
|                |                     |           |                              |
| Michelle Smith | 200m rugslag (v)    | 35e       | serie 2: 4de in 2.21,37      |
| Michelle Smith | 200m wisselslag (v) | 32e       | serie 2: 4de in 2.23,83 (NR) |
| Michelle Smith | 400m wisselslag (v) | 26e       | serie 1: 3de in 4.58,94      |

Albanië · Algerije · Amerikaanse Maagdeneilanden · Amerikaans-Samoa · Andorra · Angola · Antigua en Barbuda · Argentinië · Aruba · Australië · Bahama's · Bahrein · Bangladesh · Barbados · België · Belize · Benin · Bermuda · Bhutan · Bolivia · Bosnië en Herzegovina · Botswana · Brazilië · Britse Maagdeneilanden · Bulgarije · Burkina Faso · Canada · Centraal-Afrikaanse Republiek · Chili · China · Chinees Taipei · Colombia · Congo-Brazzaville · Cookeilanden · Costa Rica · Cuba · Cyprus · Denemarken · Djibouti · Dominicaanse Republiek · Duitsland · Ecuador · Egypte · El Salvador · Equatoriaal-Guinea · Estland · Ethiopië · Fiji · Filipijnen · Finland · Frankrijk · Gabon · Gambia · Gezamenlijk team · Ghana · Grenada · Griekenland · Groot-Brittannië · Guam · Guatemala · Guinee · Guyana · Haïti · Honduras · Hongarije · Hongkong · Ierland · IJsland · India · Indonesië · Irak · Iran · Israël · Italië · Ivoorkust · Jamaica · Japan · Jemen · Jordanië · Kaaimaneilanden · Kameroen · Kenia · Koeweit · Kroatië · Laos · Lesotho · Letland · Libanon · Libië · Liechtenstein · Litouwen · Luxemburg · Madagaskar · Malawi · Malediven · Maleisië · Mali · Malta · Marokko · Mauritanië · Mauritius · Mexico · Monaco · Mongolië · Mozambique · Myanmar · Namibië · Nederland · Nederlandse Antillen · Nepal · Nicaragua · Nieuw-Zeeland · Niger · Nigeria · Noord-Korea · Noorwegen · Oeganda · Oman · Oostenrijk · Pakistan · Panama · Papoea-Nieuw-Guinea · Paraguay · Peru · Polen · Portugal · Puerto Rico · Qatar · Roemenië · Rwanda · Saint Vincent‑Grenadines · Salomonseilanden · Samoa · San Marino · Saoedi-Arabië · Senegal · Seychellen · Sierra Leone · Singapore · Slovenië · Soedan · Spanje · Sri Lanka · Suriname · Swaziland · Syrië · Tanzania · Thailand · Togo · Tonga · Trinidad en Tobago · Tsjaad · Tsjecho-Slowakije · Tunesië · Turkije · Uruguay · Vanuatu · Venezuela · Verenigde Arabische Emiraten · Verenigde Staten · Vietnam · Zaïre · Zambia · Zimbabwe · Zuid-Afrika · Zuid-Korea · Zweden · Zwitserland · Onafhankelijke olympische deelnemers